# Římskokatolická farnost Mirovice
Římskokatolická farnost Mirovice (latinsky Mirovicium) je územní společenství římských katolíků v Mirovicích a okolí. Organizačně spadá do vikariátu Písek, který je jedním z deseti vikariátů českobudějovické diecéze. Od 1. 1. 2020 se v rámci slučování farností staly součástí farnosti Mirovice také dříve samostatné římskokatolické Pohoří a Orlík nad Vltavou. Všechny jejich kostely se tak staly filiálními kostely farnosti Mirovice.

## Historie farnosti
Zdejší plebánie existovala již v roce 1432, matriky začaly být vedeny roku 1646 a následně znovu v roce 1708. Do roku 2010 měla farnost sídelního duchovního správce.

### Přehled duchovních správců
- 1695–1718 R. D. Matěj František Rosa
- 1718–1744 R. D. Vít Václav Kalmach
- 1744–1747 R. D. Bartoloměj Augustin Hlava
- 1792–1814 R. D. Matyáš Blahota
- 1814–1825 R. D. Antonín Blaha
- 1825–1856 R. D. Šimon Bernard Vrána
- 1856–1887 R. D. Josef Rozsypal
- 1887–1897 R. D. Ignác Paták
- 1897–1908 R. D. Jan Forst
- 1908–1943 R. D. Jan Sedlák
- 1945–1950 R. D. Jan Skřivan
- 1950–1958 R. D. Josef Kavale
- 1959–1972 R. D. Vladislav Zborovský (administrátor + od roku 1964 ex currendo farnosti Pohoří)
- 1972–1997 R. D. Karel Kostelecký (administrátor + ex currendo farnosti Pohoří, v 90. letech také Kostelec nad Vltavou a filiální kostel v Předbořicích ve farnosti Kovářov)
- 1997 (únor–červenec) R. D. Jan Krejsa (administrátor ex currendo z Mirotic)
- 1997–2001 R. D. Mariusz Ratyński (administrátor + ex currendo farnosti Pohoří)
- 2001–2003 R. D. Andrzej Ujazdowski (administrátor + ex currendo farnosti Pohoří)
- 2003–2004 R. D. Jan Krejsa (administrátor ex currendo z Mirotic)
- 2004–2010 R. D. Ing. Mgr. Jan Špaček (administrátor + ex currendo farnosti Čimelice a Pohoří)
- 2010–2012 R. D. Josef Charypar (administrátor ex currendo z Březnice u Příbrami)
- 2012–2014 R. D. Karel Hampl (administrátor ex currendo z Březnice u Příbrami)
- 2014–2016 R. D. Mgr. Petr Hovorka (administrátor ex currendo z Březnice u Příbrami)
- 2016–2020 R. D. Mariusz Klimczuk (administrátor ex currendo z Březnice u Příbrami)
- od r. 2020 R. D. Jozef Gumenický (administrátor ex currendo z Březnice u Příbrami)

## Kostely a kaple na území farnosti
| Kostel (kaple)                 | Místo                           | Bohoslužby | Bohoslužby                                                      | Poznámka        |
| ------------------------------ | ------------------------------- | ---------- | --------------------------------------------------------------- | --------------- |
| kostel sv. Klementa            | Mirovice                        | neděle     | 11.00 (Mše svatá střídavě s bohoslužbou slova)                  | farní kostel    |
| kostel sv. Klementa            | Mirovice                        | čtvrtek    | 17.00 (Mše svatá)                                               | farní kostel    |
| kostel sv. Jana Křtitele       | Stražiště                       |            |                                                                 | filiální kostel |
| kostel sv. Karla Boromejského  | Zalužany                        | neděle     | 11.00 (1x za dva týdny bohoslužba slova; po ohlášení mše svatá) | filiální kostel |
| kostel sv. Petra a Pavla       | Pohoří                          | sobota     | 17.00 (1x za dva týdny střídavě mše svatá a bohoslužba slova    | filiální kostel |
| kostel sv. Prokopa             | Orlík nad Vltavou – Staré Sedlo | neděle     | 11.00 (1x za dva týdny)                                         | filiální kostel |
| kaple Panny Marie Karmelské    | Boješice                        |            |                                                                 |                 |
| kaple sv. Jana Nepomuckého     | Horosedly                       |            |                                                                 |                 |
| kaple Panny Marie              | Lety                            |            |                                                                 |                 |
| kaple Povýšení sv. Kříže       | Zalužany                        |            |                                                                 | hřbitovní kaple |
| kaple Nejsvětějšího Srdce Páně | Mirovice                        |            |                                                                 | hřbitovní kaple |
| kaple sv. Anny                 | Dolní Nerestce                  |            |                                                                 | zámecká kaple   |
| kaple Narození Panny Marie     | Mišovice                        |            |                                                                 |                 |
| kaple sv. Vavřince             | Svučice                         |            |                                                                 |                 |
| kaple                          | Myštice                         |            |                                                                 |                 |
| kaple                          | Králova Lhota                   |            |                                                                 |                 |
| kaple                          | Probulov                        |            |                                                                 |                 |
| kaple                          | Kožlí                           |            |                                                                 |                 |
| kaple sv. Vojtěcha             | Nevězice                        |            |                                                                 |                 |
| kaple sv. Jana Nepomuckého     | Zbonín                          |            |                                                                 |                 |